# 43 rum och kök
43 rum och kök är en svensk TV-serie från 1995. Kocken Jan Boris-Möller och antikvitetsexperten Johan Nordén besöker slott och herresäten där de lagar mat, går på slottsvandring och möter familjerna som har uppdraget att förvalta dessa kulturarvsmiljöer. Under programmets två säsonger besöks Tistad slott i Sörmland, Tidö slott i Västmanland, Ericsbergs slott i Sörmland, Jordberga slott i Skåne, Grönsöö slott i Uppland,  Ovesholms slott i Skåne, Rottneros i Värmland, Tureholms slott i Sörmland, Örbyhus i Uppland, Adelsnäs i Östergötland, Claestorp i Sörmland och Hörningsholms slott i Sörmland.